# Matuta purnama
Matuta purnama is een krabbensoort uit de familie van de Matutidae. De wetenschappelijke naam van de soort is voor het eerst geldig gepubliceerd in 2007 door Lai & Galil.